# أيودي

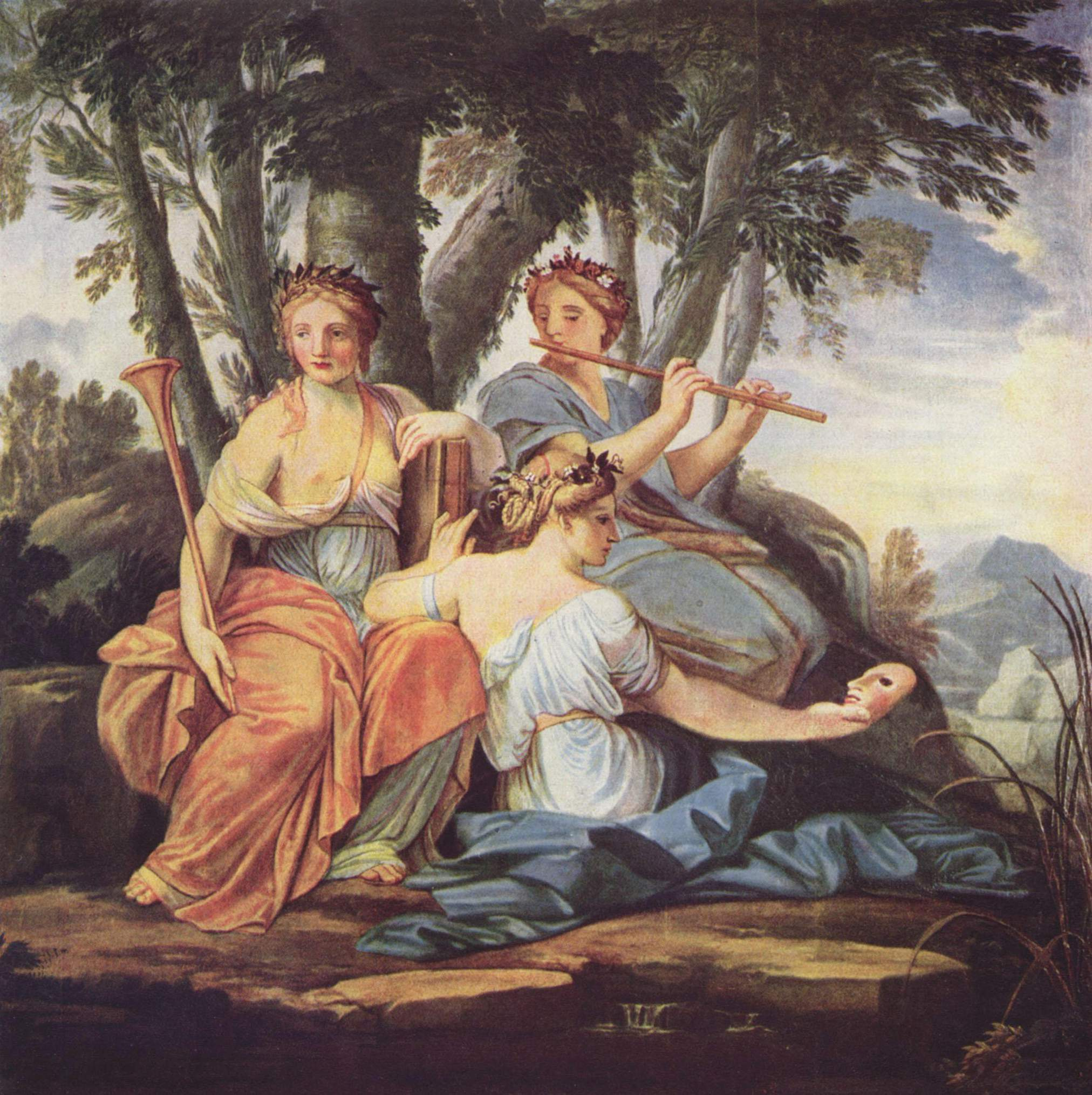

أويدي أو أيودي (لغة إغريقية: Ἀοιδή، أويدي) هي واحدة من إلهات الإلهام الثلاث الأصليات اللواتي عبدن في بيوتيا، قبل تسمية الإلهات الأولمبيات الملهمات التسع. أخواتها هن ميليتي ونيمي. وهي ملهمة الصوت والغناء. وهي بحسب الميثولوجيا الإغريقية ابنة زيوس ملك الألهة، ونيوزيمي إلهة الذاكرة.
أطلق اسمها على قمر المشتري الحادي والأربعون الذي يدور حول المشتري، فيدعى بأويدي.